# Valle del Retortillo
Valle del Retortillo es un municipio español de la provincia de Palencia, en la comunidad autónoma de Castilla y León.

## Geografía
El municipio está formado por las localidades de:
- Abastas
- Abastillas
- Añoza
- Villalumbroso, capital.
- Villatoquite

## Historia
El municipio de Valle del Retortillo fue creado en 1973 por la unión de los antiguos municipios de Abastas, Añoza, Villalumbroso y Villatoquite.

## Demografía
Cuenta con una población de 168 habitantes (INE 2024).
| Gráfica de evolución demográfica de Valle del Retortillo entre 1981 y 2021 |
| |
| Población de derecho según los censos de población del INE Población de hecho según los censos de población del INEEntre el censo de 1981 y el anterior, aparece este municipio porque se fusionan los municipios 34002 (Abastas), 34013 (Añoza), 34219 (Villalumbroso) y 34235 (Villatoquite) |